# جوبين نوتيال
جوبين نوتيال (مواليد 23 يونيو 1989) هو مغني بلاي باك وفنان هندي. مُنح جوبين نوتيال جائزة المُطرب القادم في جوائز ميرشي الموسيقيَّة الثَّامنة على أغنيته في فيلم باجرانغي بهايجان.
"Zindagi Kuch To Bataa (Reprise)" وكُرِّم على أنَّه النَّجم الموسيقي الصَّاعد لعام 2016، في جوائز زي بيزينيس (2015). بدأت مسيرته المهنيَّة، في غناء العديد من أغاني الأفلام الهنديَّة النَّاجحة، وسجَّل أغاني أفلام أيضًا إلى العديد من اللُّغات الهنديَّة. تم إعلان أغانيه الشَّهيرة التي هي "Tum Hi Aana" و "Kinna Sona" من لوحات الرَُسوم البيانيَّة من مرجافان.
"Wafa Na Raas Aayee","Bewafa Tera Masoom Chehra" وحصدت أغنيته الأخيرة "Lut Gaye"، أكبر عدد مشاهدات في 5 أشهر 861 مليون مشاهدة، وهي إعادة صياغة لموسيقى الأستاذ نصرت فتح علي خان. وغنَّى في فيلم شيرشاه أغنية"Raatan Lambiyan" وقام بأغاني أخرى غيرها "Dil Galti Kar Baitha Hai","Bedardi Se Pyar Ka Sahara Na Mila","Udd Jaa Parindey" إلخ.

## النشأة
ولد نوتيال في دهرادون مع والدته-والده، رام ونينا، والده، رام شاران نوتيال، رجل أعمال وسياسي في أوتارانتشال. ووالدته، نينا نوتيال، سيَّدة أعمال وربَّة منزل.
كان لنوتيال ميل للغناء منذ سن مبكر في عمر الأربع سنوات حيث كان والده يحب الغناء أيضاً. أكمل دراسته في أكاديميَّة القدّيس يوسف حتى الفصل الثَّامن، دهرادون. بعد ذلك، إلتحق بمدرسة ويلهام للبنين، وواصل دراسته في دهرادون، ودراسة الغناء بشكل رسمي، وبنى أساساً في الموسيقى الكلاسيكيَّة. وبدأ يتعلم العزف على آلة موسيقية قيثارة، بيانو، القدمية والطبل. عند وصوله إلى عمر الثَّامنة عشر، أصبح نوتيال مغنِّي معروف في مسقط رأسه دهرادون، قام بأداء عروض مباشرة في العديد من المناسبات ودعم نوتيال العديد من المؤسَّسات الخيريَّة.
بعد الإنتهاء من دراسته، ذهب إلى مومباي في ٢٠٠٧ والتحق بكليَّة ميثيباي.
واستمرَّ في التَّدريب على الغناء (في فاراناسي تحت رئاسة بانديت تشانو لال ميشرا) واكتشف الخلفيَّة الموسيقيَّة للأفلام الهنديَّة. خلال هذا التقى أي.أر. رحمان وقدَّر خامة صوته واقترح عليه الإستمرار في العمل واستكشاف صوته لعدَّة سنوات قبل أن يدخل في مجال الأغاني الهنديَّة.
أخذ بنصيحة رحمان، عاد نوتيال إلى مسقط رأسه وتدرَّب تحت إشراف معلِّمة المدرسة السَّيدة فاندانا شريفاستافا.
أخذ أيضًا دروسًا موسيقيَّة إضافيَّة في الموسيقى الكلاسيكيَّة الهندوستانيَّة من معلِّمته شري سامانت، أمضى جوبين أربع سنوات في صقل مهارته في الموسيقى، السَّفر، والعزف مع موسيقيين مختلفين. سافر إلى باناراس ليتعلم Light Classical من تشنولال ميشرا. أخذ أيضاً تمارين في الموسيقى الغربيَّة في أكاديميَّة الموسيقى في تشيناي، حصل أيضًا على فرصة للدراسة لكي يكون تحت إشراف عازف الجيتار المخضرم فاراناسي.

## حياته المهنيَّة
في 2011، كان جوبين من نخبة ال 25 مشارك تلفاز music reality show ذا إكس فاكتور.
ظهر جوبين لأوَّل مرَّة في مجال الأغاني الهنديَّة في فيلم سونالي كايبل (2014) غنَّى "EK Mulaqat"، التي حقَّقت نجاحاً كبيراً، أدَّى جوبين منذ ذلك الحين العديد من الأغاني النَّاجحة جداً. في نفس العام غنَّى لفيلم شوكينون 'Meherbani'. في 2015، غنَّى لفيلم باجرانغي بهايجان 'Zindagi' ولفيلم جازبا 'Bandeyaa'، لفيلم بارخا
'Tu Itni Khoobsurat Hain Reloaded' وغنَّى مع شريا غوشال لفيلم كيس كيسكون بيار كرون 'Samandar'.
ظهر لأوَّل مرَّة بالتيلوغو في سرإندو من إشراف الموسيقي إس ثامان وظهر لأوَّل مرَّة بالبنغالي في فيلم 'أشيكي'.
في 2016، قدَّم نوتيال أداء على MTV Unplugged Season 5 وغنَّى لمسلسل دهليز "Jiya Re". عمل مع الثُّنائي الموسيقي ساتشين-جيغار في مسار العنوان لمسلسل «إيك دوجي كي فاسيتي» وعمل مع أميت تريفيدي لفيلم فتور (فيلم) بحيث قام أيضاً بأداء مع سونيدهي تشوهان لفيلم «تيري ليا». عمل أيضاً جوبين مع الموسيقي نديم صيفي تحت عنوان مسار «إيشك فوريفير» وغنَّى أيضاً أغنيتين لفيلم «كوتش كوتش هوتا هي». وغنَّى لفيلم لندن ١٩٢٠ "Gumnaam Hai Koi" وعمل سوياً مع جام8 كوشيك وأكاش. وغنَّى لفيلم «ون نايت ستاند»
"Le Chala" ولفيلم راز ريبوت "The Sound of Raaz" و"Yaad Hai Naa (Unplugged)" أعطته فرصة للعمل مع الموسيقي جيت جانجولي واستمرَّ هذا التعاون حتى "Dal Jaun Main" روستم.
في 2017، كان المغنِّي الرَّئيسي في فيلم كابيل، بحيث أدَّى راجيش روشان الموسيقى، وغنَّى أيضاً لفيلم دهرما برودكشن أوك جانو "The Humma Song". وصدرت أغنية البوب الهنديَّة مع باوني آي باندي باسم "Dil Buddhu" صدرت على تي سيريز، غنَّى لفيلم رابتا، تيوب لايت، كماندو ٢، وماشين. غنَّى لفيلم جولي ال ال بي ٢ 'Banwra Mann' وغنَّى لفيلم بادشاهو طبعة جديدة 'Socha hai' وغنى لفيلم إتفاق طبعة جديدة 'Raat Baaki'. غنَّى لسلسة ستار بلس تو سورج، مين بياجي مع بالاك موشهال. وغنَّى في 2017 المسار الرَّئيسي لستار بلس باريفار.
وفي 2018، غنَّى لفيلم ديل جانغلي مع براكريتي كاكار 'Gazab Ka Hai Din Remake' وغنَّى لفيلم «هايت ستوري ٤» مع نيتي موهان 'Boond Boond'، وغنَّى مع أمريتا سينغ لنفس الفيلم 'Tum Mere Ho' من تأليف ميثون، وكانت هذه أيضاً مشاركته الأولى مع ميثهون بعد باغهي ٢، وغنَّى أيضاً لفيلم كوتش بهيجي ألفاز مع بالاك موشهال 'Pehla Nasha Once Again'.
في 2019، أصبحت أغانيه'Tujhe Kitna Chahein Aur Hum' من كبير سينغ ومن مرجافان "Tum Hi Ana" و "Kinna Sona" الأكثر مبيعاً.
تعاون مجدَّداً جوبين نوتيال والموسيقي ميثون مرَّة أخرى في 'Toh Aaga ye Hum'. أصدر جوبين نوتيال أيضاً أغنية جديدة 'Main Jis Din Bhula Du' مع تولسي كومار.
في 2021، حصدت أغنيته الجديدة "Lut Gaye" العديد من المشاهدات التي ظهر فيها عمران هاشمي ويوكتي تهريجا 915 مشاهدة على اليوتيوب. حصدت أغنية جوبين نوتيال الجديدة "Bedardi Se Pyaarkaa Ka" في ١٣ يوم فقط ٥٥ مليون مشاهدة.
عُرضت "Barsaat Ki Dhun" في 20 يوليو 2021، يضم جورميت تشودهاري وكاريشما شارما في الفيديو الموسيقي.

## أسلوب المغنِّي والتقدير
غالبًا ما يتم مقارنة جوبين نوتيال بالمغنيين المشهورين عاطف أسلام وأريجيت سينغ. في وقت قصير جدا، أصبح جوبين المغني الرَّئيسي في صناعة الموسيقى في بوليوود.